# Хассе, Ханньо
Ха́нньо Ха́ссе (нем. Hannjo Hasse; 31 августа 1921, Бонн — 5 февраля 1983, Фалькензе) — восточно-германский актёр театра, кино и телевидения. Лауреат Художественной премии ГДР (1971).

## Биография
С 1938 обучался в художественном институте Лили Аккерман. В начале Второй мировой войны был призван Имперской службой труда для прохождения шестимесячной трудовой повинности, предшествовавшей военной службе. С 1941 — солдат вермахта. После окончания Второй мировой войны и возвращения из плена, продолжил свою театральную подготовку в Веймаре.
Дебютировал на театральной сцене в Нордхаузене. Позже он также работал в драматических театрах Лютерштадт-Айслебена, Бурга, Шверина, Лейпцига. Затем переехал в Берлин, где играл на сцене Народного театра, затем в Немецком театре.
С 1951 снимался в кино. Популярный немецкий киноактёр. Часто приглашался для съёмок на киностудиях социалистических стран (СССР, ЧССР, ПНР, СФРЮ, НРБ, СРР и др.).

## Избранная фильмография

### Роли в кино
- 1951 — Верноподданный / Der Untertan (ГДР) — Манн
- 1954 — Опасный груз / Gefährliche Fracht (ГДР) — секретарь Хармса
- 1956 — Капитан из Кёльна / Der Hauptmann von Köln (ГДР)
- 1958 — Чёрный батальон / Černý prapor (Чехословакия) — Рудольф Вольф, лейтенант СС
- 1958 — Звёзды / Sterne (ГДР, Болгария) — капитан
- 1959 — Один из нас / Einer von uns (ГДР)
- 1959 — Зайлергассе, 8 | Seilergasse 8 (ГДР)
- 1959 — До удара молнии / Bevor der Blitz einschlägt (ГДР)
- 1959 — Белая кровь / Weißes Blut (ГДР) — доктор Копф
- 1960 — Люди с крыльями / Leute mit Flügeln (ГДР) — эсэсовский офицер
- 1960 — Красавица Луретте / Die Schöne Lurette (ГДР)
- 1960 — Высший принцип / Vyšší princip (Чехословакия)
- 1961 — Совесть пробуждается / Gewissen in Aufruhr (ГДР) — полковник Рольф Штейнер
- 1961 — Операция «Гляйвиц» / Der Fall Gleiwitz (ГДР) — Альфред-Гельмут Науйокс (Alfred Naujocks), гауптштурмфюрер СС
- 1963 — У французских каминов / An französischen Kaminen (ГДР) — Зиберт
- 1963 — В резерве у смерти / Reserviert für den Tod (ГДР) — гауптман Донат
- 1964 — Минута молчания / Das Lied vom Trompeter (ГДР)
- 1964 — Девушка из джунглей / Das Mädchen aus dem Dschungel (ГДР) — Джон Сунг
- 1965 — Сыновья Большой Медведицы / Die Söhne der großen Bärin (ГДР) — Питт
- 1965 — Иной фронт / Die andere Front (ГДР) — майор Рейнфурт
- 1966 — Чёрная пантера / Schwarze Panther (ГДР) — Леон Карвелли
- 1966 — Живой товар / Lebende Ware (ГДР) — Адольф Эйхман
- 1966 — Смерть за занавесом | Smrt za oponou (Чехословакия)
- 1966 — Замёрзшие молнии / Die Gefrorenen blitze (ГДР)
- 1966 — Без борьбы нет победы / Ohne Kampf kein Sieg (ГДР) — фон Зигель
- 1967 — След Сокола / Spur des Falken (ГДР, СССР) — Блэджен
- 1967 — Девушка на трамплине / Das Mädchen auf dem Brett (ГДР) — Клемм
- 1968 — Мавр и вороны Лондона / Mohr und die Raben von London (ГДР)
- 1968—1970 — Освобождение (СССР) — Гюнтер фон Клюге, генерал-фельдмаршал
- 1969 — Товарищ Ганс Баймлер / Kamerad Hans Beimler (ГДР) — Хеллман'
- 1969 — Смертельная ошибка / Tödlicher Irrtum (ГДР) — Ли Гарретт
- 1969 — По следу Тигра / Most (Югославия) — доктор Хофман, советник
- 1969 — Крупп и Краузе / Krupp und Krause (ГДР) — директор Менгерт
- 1970 — Смертельная ошибка — Ли Гарретт
- 1971 — Красная капелла / KLK an PTX — Die Rote Kapelle (ГДР) — Эйн Детчер
- 1972 — Наковальня или молот / Наковалня или чук (Болгария, ГДР, СССР) — Артур Небе
- 1972 — Коперник / Kopernik (Польша) — издатель Андреас Озиандер
- 1972 — Ловкость рук, Ваше Величество! — фон Зейдлиц
- 1972 — Вальтер защищает Сараево / Валтер брани Сараjево (Югославия) — фон Дитрих
- 1973 — Виноваты туманы / Unterm Birnbaum (ГДР)
- 1973 — Брюки рыцаря Бредов / Die Hosen des Ritters Bredow (ГДР) — фон Линденберг, тайный советник
- 1973—1974 — Телефон полиции — 110 / Polizeiruf 110 (ГДР, ФРГ, Австрия) — Кербер, руководитель бензозаправок
- 1974 — Фронт без флангов (СССР) — фон Хорн, генерал-полковник
- 1974 — Ульзана / Ulzana (ГДР, Румыния, СССР) — Уилсон, господин из Вашингтона
- 1974 — Пламя (СССР) — Рейнгардт, генерал-полковник вермахта
- 1974 — Соколово / Sokolovo (СССР, Чехословакия) — Рейнхард Гейдрих, наместник Богемии и Моравии
- 1974 — Кит и компания / Kit und Co — Lockruf des Goldes (ГДР, Чехословакия, СССР)
- 1974 — Иоганн Кеплер / Johannes Kepler
- 1975 — Покушение в Сараево / Sarajevski atentat (Югославия, Чехословакия) — Вильгельм II (император Германии)
- 1976 — Бетховен — дни жизни / Beethoven — Tage aus einem Leben (ГДР) — князь Карл Лихновский, знакомый Бетховена
- 1977 — Фронт за линией фронта (СССР) — фон Хорн, генерал-полковник
- 1977 — Разбойники поневоле / Wer reißt denn gleich vorm Teufel aus (ГДР)
- 1979 — Незатейливые цветы на крыше / Einfach Blumen aufs Dach (ГДР)
- 1979 — Архив смерти (телесериал) / Archiv des Todes (ГДР) — майор Цирргибель
- 1980 — Мельница Левина / Levins Mühle (ГДР) — фон Лаевски, капитан
- 1980 — Карл Маркс. Молодые годы / Karl Marx — die jungen Jahre (СССР, ГДР) — Фоглер
- 1980 — Львиная клетка / Der Baulöwe (ГДР) — Пауль, архитектор
- 1980 — Юность Петра (СССР) — эпизод
- 1981 — Фронт в тылу врага / Fronta v týlu nepřítele (СССР, Чехословакия) — фон Хорн, генерал-полковник
- 1982 — Отель Полан и его постояльцы / Hotel Polan und seine Gäste (ГДР)
- 1983 — Мартин Лютер / Martin Luther (ГДР) — де Серралонга